# Мандт, Мартын Мартынович
Мартын Мартынович Мандт (нем. Martin Wilhelm von Mandt; 6 августа 1799, Байенбург (Вупперталь), Дюссельдорф — 20 ноября 1858, Франкфурт-на-Одере) — немецкий врач-хирург, доктор медицины, лейб-медик российского императора Николая I, тайный советник.

## Биография
Родился в семье хирурга в Пруссии в городе Байенбурге. Учился медицине в Берлинском университете. Принял участие в качестве судового врача и зоолога в полярной экспедиции к берегам Гренландии (1821). По материалам экспедиции защитил (1822) докторскую диссертацию. В 1830 году Мандта избрали ординарным профессором хирургии Грайфсвальдского университета.
В 1835 году Мандт получил возможность сопровождать великую княгиню Елену Павловну в её поездке на минеральные воды, а затем стал её постоянным врачом и переехал в Россию. Мандта пригласили для оказания медицинской помощи к императрице Александре Фёдоровне. За оказанные императрице услуги Николай сделал Мандта почётным лейб-медиком (1835).
Н. И. Пирогов, познакомившийся с Мандтом ещё до приезда последнего в Россию и потом встречавшийся с ним в Петербурге считал его недюжинным человеком, отмечая вместе с тем нелестные стороны его характер: тщеславие, карьеризм, несправедливую резкость в суждениях о других.
Становится лейб-медиком царя Николая I (1840) и высочайшим указом для него вводится новая должность  — почётного лейб-медика и консультанта и присваивается чин действительного статского советника (9 ноября 1840 г. ст. ст.). Благодаря влиятельному положению при дворе, Мандт приобретает обширную частную практику.
Мандт обладал громадной силой внушения. М. А. Корф вспоминал, что когда он упомянул в присутствии царя, что «хочет посоветоваться с Мандтом». На это Николай I заметил: «И прекрасно сделаешь: Мандт очень искусный человек, и тем больше искусный, что умеет действовать не только на физику, но и на воображение. С моею женой он сделал просто чудеса, и мы оба от него в восхищении. Не верь здешним докторам, если они его бранят: это оттого, что он в тысячу раз умнее и учёнее их. Советуйся с ним одним и одному ему доверяй». К русским врачам Мандт относился пренебрежительно и надменно, оказался совершенно чужд стране, в которой провел около двадцати лет, восстановив против себя общественное мнение.
Мандт, единственный из врачей императорского дома, обследовав великую княжну Александру Николаевну, сообщил о её смертельной болезни Николаю I, отправившись для этого на встречу с ним в Англию.
Наряду с придворной медицинской деятельностью Мандт занимался преподаванием. В основном оно было связано с распространением его «атомистической теории», которую современные исследователи называют «сочетанием гомеопатии и явного шарлатанства». В ноябре 1840 года граф П. А. Клейнмихель сообщил президенту Медико-хирургической академии, что "император пожелал", чтобы Мандт занимался практически с двенадцатью студентами пятого курса. По мысли Мандта, его слушатели должны были на практике распространять учение своего наставника. В стенах Академии, благодаря покровительству императора, Мандт занял совершенно не зависимое от Конференции Академии положение. В апреле 1841 года Мандт был назначен профессором госпитальной терапевтической клиники Императорской Медико-хирургической академии. ассистентом к нему, по его пожеланию, был назначен лекарь Н. Д. Здекауер, впоследствии лейб-медик императора Александра II. В то же время Мандт также являлся прусским обер-медицинальратом.
В конце 1841 года вышел в отставку с сохранением обязанностей лейб-медика. Мандт был удостоен чина тайного советника (25 июня 1850 г. ст. ст.).
После смерти Николая I возвратился в Германию (1855). Умер (1858) во Франкфурте-на-Одере.